# Boggie
Boglárka Csemer (Boedapest, 30 november 1986), beter bekend onder haar artiestennaam Boggie, is een Hongaars zangeres.

## Biografie
Boggie brak in 2014 door in eigen land met haar single Parfüm. Het nummer haalde de toppositie in de Hongaarse hitlijsten en kwam zelfs onder internationale aandacht, voornamelijk in het Verenigd Koninkrijk en in de Verenigde Staten. In december 2014 raakte bekend dat ze deel zou nemen aan A Dal 2015, de Hongaarse preselectie voor het Eurovisiesongfestival. Met het nummer Wars for nothing won ze A Dal, waardoor ze haar vaderland mocht vertegenwoordigen op het Eurovisiesongfestival 2015 in de Oostenrijkse hoofdstad Wenen. Ze haalde de finale en werd er 20ste.